# Kurnakovita
La kurnakovita es un mineral de la clase de los minerales boratos, y dentro de esta pertenece al llamado "grupo de la inderita". Fue descubierta en 1940 en la provincia de Atyrau (Kazajistán), siendo nombrada en honor de Nikolai S. Kurnakov, químico y mineralogista ruso.

## Características químicas
Químicamente es un neso-triborato de magnesio hidratado, es dimorfo de la inderita (MgB3O3(OH)5·5H2O), de igual fórmula química que la kurnakovita pero que cristaliza en monoclínico.

## Formación y yacimientos
Es un mineral raro de encontrar, apareciendo típicamente en yacimientos de minerales boratos depositados en ambiente sedimentario lacustre.
Suele encontrarse asociado típicamente al mineral szaibelyíta.